# Valines
Valines (picardisch: Valainne) ist eine nordfranzösische Gemeinde mit 638 Einwohnern (Stand 1. Januar 2022) im Département Somme in der Region Hauts-de-France. Die Gemeinde liegt im Arrondissement Abbeville und ist Teil der Communauté de communes du Vimeu und des Kantons Friville-Escarbotin.

## Geographie
Die Gemeinde liegt östlich von Friville-Escarbotin und rund 13 Kilometer südlich von Saint-Valery-sur-Somme im Vimeu. Das Gemeindegebiet gehört zum Regionalen Naturpark Baie de Somme Picardie Maritime. Am Südrand des Gemeindegebiets verläuft die Bahnstrecke von Abbeville nach Eu mit einem Haltepunkt knapp außerhalb des Gemeindegebiets auf dem Gebiet von Chépy. Zu Valines gehört der Weiler Saint-Mard.

## Einwohner
| 1962 | 1968 | 1975 | 1982 | 1990 | 1999 | 2006 | 2011 |
| ---- | ---- | ---- | ---- | ---- | ---- | ---- | ---- |
| 606  | 605  | 600  | 614  | 673  | 663  | 642  | 643  |

## Verwaltung
Bürgermeister (maire) ist seit 2008 Jacquy Manier.

## Sehenswürdigkeiten
- Kirche Nativité-de-la-Sainte-Vierge
- alte Industriebauten der Schlosserei Serrurerie Forestier Frères, in denen Elemente des früheren Schlosses wiederverwendet sind[1]